# Huta Żuławska
Huta Żuławska – wieś w Polsce położona w województwie warmińsko-mazurskim, w powiecie elbląskim, w gminie Milejewo na Wysoczyźnie Elbląskiej przy drodze wojewódzkiej nr 504.
W latach 1975–1998 miejscowość administracyjnie należała do województwa elbląskiego.

## Historia
Huta Żuławska powstała w roku 1301 w miejscu poprzedniej osady Prusów. Po klęsce zakonu i po wojnie trzynastoletniej wieś podlegała pod starostwo tolkmickie. W wyniku zaboru miejscowość znalazła się w granicach Prus, a w okresie międzywojennym na terytorium III Rzeszy. Wieś nosiła wtedy niemiecką nazwę Baumgart. Od roku 1945 ponownie w granicach Polski.

### Zabytki
- XIX-wieczne domy podcieniowe